# Реєстр зрадників
Реєстр зрадників — база даних ГО «Рух Чесно», яка працює з березня 2022 року. Раніше реєстр мав назву Реєстр держзрадників. Сюди представники громадської організації додають політиків, суддів, правоохоронців, медійників, зірок та священників, які підтримують проросійські наративи або співпрацюють з ворогом.
Окремо ведеться категорія «Мертві», куди аналітики вносять інформацію про ліквідованих зрадників.

## Методологія
Команда Реєстру зрадників досліджує політичні династії зрадників, вивчає політичний шлейф проросійських партій й передає інформацію правоохоронцям, а також моніторить судові справи за статтями 111 ККУ «Державна зрада» та 111-1 «Колабораційна діяльність».
Учасники ГО «Рух Чесно» проводили моніторинг судових процесів щодо заборони проросійських партій та ініціювали національну адвокаційну кампанію щодо напрацювання парламентом законодавчих ініціатив, спрямованих на позбавлення повноважень депутатів проросійських партій.
На звернення громадської організації щодо позбавлення фігуранта Реєстру зрадників нардепа Юрія Бойка звання героя України прем'єр-міністр Денис Шмигаль відповів, що не бачить для цього підстав. Громадська організація фіксує спроби відбілювання репутації проросійських політиків.

## Наповнення
У 2022 році ГО «Рух Чесно» провела кампанію зовнішньої реклами «Зрадників здавати сюди». Було розміщено понад 100 бордів із QR-кодом, який веде на онлайн форму, із закликом надавати інформацію про зрадників. Зовнішня реклама на прифронтових і звільнених територіях пройшла у співпраці з місцевою владою, військово-цивільними адміністраціями та бізнесом.
Українські банки послуговуються Реєстром зрадників для перевірки своїх клієнтів.
У 2023 році ГО «Рух Чесно» оприлюднила результати соцопитування, які стосувалися ставлення громадян до представників проросійських партій. Лише 3 % громадян готові дати їм можливість добути до кінця каденції. Опитування проведене Фондом «Демократичні ініціативи» імені Ілька Кучеріва спільно з соціологічною службою Центру Разумкова на замовлення ГО «Рух Чесно» з 13 по 21 грудня 2022 року.
Цього ж року ГО «Рух Чесно» зробила автоматичний обмін бази даних Реєстру зрадників з базою YouControl для того, щоб можна було перевіряти доброчесність бізнесу і його зв'язок зі зрадниками.
Одним з ключових партнерів наповнення Реєстру у 2022 році була Національна агенція з питань запобігання корупції.
Функціонування Реєстру підтримує Національний фонд на підтримку демократії (NED), Програма сприяння громадській активності «Долучайся!», що фінансується Агентством США з міжнародного розвитку (USAID) та впроваджується Pact в Україні.